# Estíbaliz Uranga
Estíbaliz Uranga Amézaga (Bilbao, 9 de diciembre de 1952) es una cantante española, conocida por haber sido miembro del grupo Mocedades, Sergio y Estíbaliz y El Consorcio.

## Biografía
A finales de los años 60, junto con sus hermanas Amaya e Izaskun formaron el grupo Las hermanas Uranga. Posteriormente, se unieron algunos amigos y hermanos y formaron el grupo Voces y Guitarras. En 1969, el productor musical Juan Carlos Calderón los contrató y cambió el nombre del grupo a Mocedades.
Estíbaliz abandonó Mocedades tras haber lanzado tres álbumes en el año 1972, para formar con el también miembro del grupo y futuro marido, Sergio Blanco, el dúo Sergio y Estíbaliz.
Sergio y Estíbaliz participaron en el Festival de la Canción de Eurovisión 1975, obteniendo la décima posición, con la canción «Tú volverás». Ese mismo año, Estíbaliz y Sergio se casaron. Hasta 1993, el dúo tuvo numerosos éxitos en España y Latinoamérica, destacando entre muchos otros «Cantinero de Cuba» o «Búscame».
Ese mismo año, en 1993, Estíbaliz y Sergio formaron junto a otros exmiembros de Mocedades el grupo El Consorcio, grupo que sigue en activo y continúan realizando conciertos, a pesar de haber fallecido Sergio.

## Discografía

### Mocedades
- Mocedades 1 (1969)
- Mocedades 2 (1970)
- Mocedades 3 (1971)
- Mocedades 4 (1973)
- 15 años de música (1984) (en directo)

### Sergio y Estíbaliz
- Sergio y Estíbaliz (1973)
- Piel (1974)
- Tú volverás (1975)
- Quién compra una canción (1976)
- Queda más vida (1976)
- Canciones sudamericanas (1977)
- Beans (1979)
- Agua (1983)
- Cuidado con la noche (1985)
- Sí señor (1986)
- Déjame vivir con alegría (1988)
- De par en par (1989)
- Planeta Tierra (1992)

### El Consorcio
- Lo que nunca muere (1994)
- Peticiones del oyente (1994)
- Programa doble (1996)
- Las canciones de mi vida (2000)
- En vivo desde el corazón de México (2003)
- De ida y vuelta (2005)
- Querido Juan (2008)